# Милавичская культура
Милавичская культура — археологическая культура позднего бронзового века, существовавшая в основном на территории современной Чехии в 12-9 вв. до н. э. одновременно с кновизской и лужицкой, а на юге Моравии — с велатицкой.
Территория культуры охватывала земли современной центральной Пльзенских окрестностей, часть Карловарских окрестностей (Ташовице, Якубов, Радошов), далее окрестности Домажлиц (Милавче) и окрестности Горшовски-Тина.
Названа по местности Милавичи близ Домажлиц, где было найдено около 50 погребений размером 6-15 м и глубиной до 2,5 м. Захоронения осуществлены путём кремации, пепел помещался в крупные погребальные урны, которые укладывались вровень с землёй и засыпались могильной насыпью. Вокруг центральной урны с пеплом укладывались украшения и бронзовые предметы — иглы, браслеты, мечи, кинжалы, топоры.
Характерным признаком данной культуры были многочисленные и огромные по своему содержанию клады бронзовых предметов, среди которых преобладали:
- браслеты
- ножи, серпы, бритвы
- топоры с серединными лезвиями
- кинжалы с профилированными головками
- мечи типа Ригсе в деревянных ножнах
- бронзовые кованые панцири

Население милавичской культуры занималось главным образом охотой и земледелием (многочисленные находки бронзовых серпов).
Уникальной находкой является культовая повозка из гробницы воина — амфоровидный сосуд на четырёхколёсной повозке размером около 40 см, в настоящее время находится в Народном музее. Данный предмет демонстрирует возрастающее значение колёсного транспорта и всё большее распространение лошадей в хозяйстве.
Бронзовые изделия указывают на высокий технологический уровень, свойственный этой культуры, расположенной в регионе с высокими горными перевалами. Находки керамики, бронзовых изделий и украшений в настоящее время представлены в домажличском музее.